# 即位

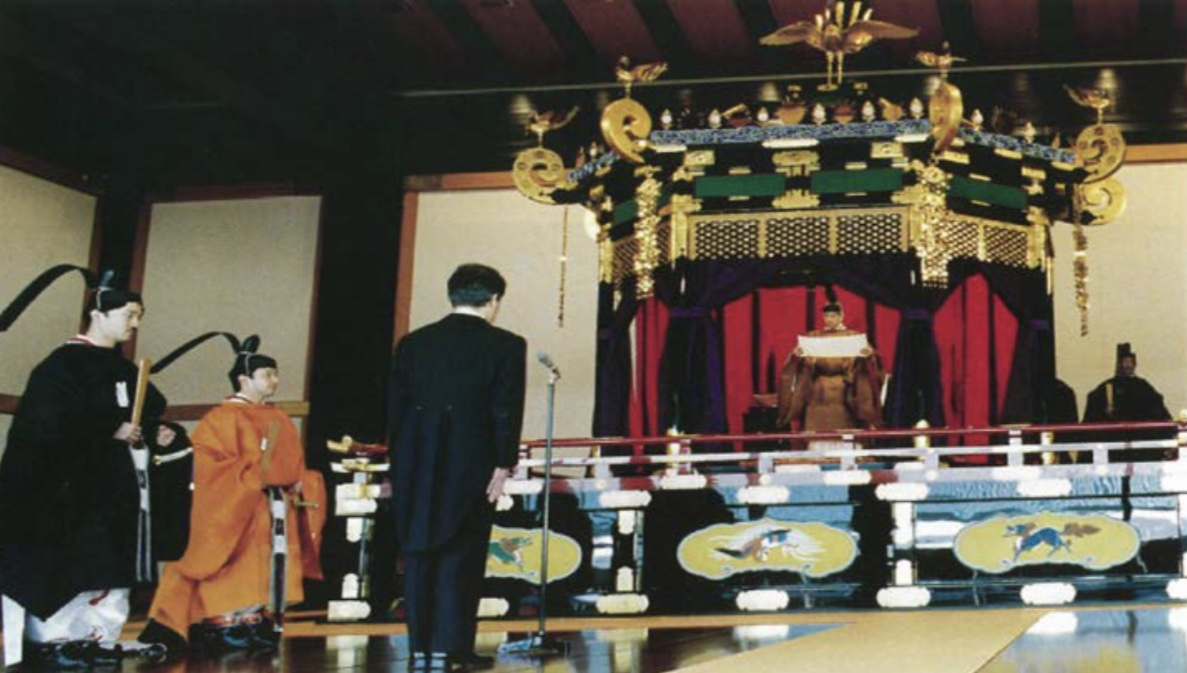
即位礼正殿の儀にて高御座に立つ天皇（当時）明仁（1990年、平成2年）

即位（そくい）とは位に即（つ）いて皇帝・天皇・国王など君主に成ること。また、ローマ教皇など宗教職にも用いる。稀に「しょくい」と読むこともある。

## 即位

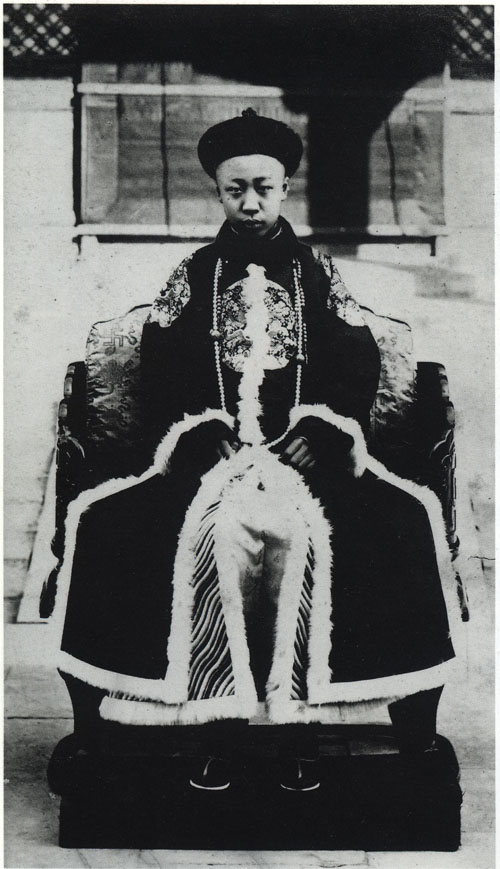
即位の告天礼に臨む宣統帝（1917年）

君主の息子や弟が皇太子（王太子）や皇太弟（王太弟）に成り、君主が死去または退位した際に即位して君主に成る場合が多い。
即位に際して儀式を執り行うことも多く、戴冠式（即位式）と呼ばれる。即位に近い時期に行われる事が多いが国内の政情不安や先代君主への服喪、財政難などを理由に数年後に実施されることもある。

### 日本における即位

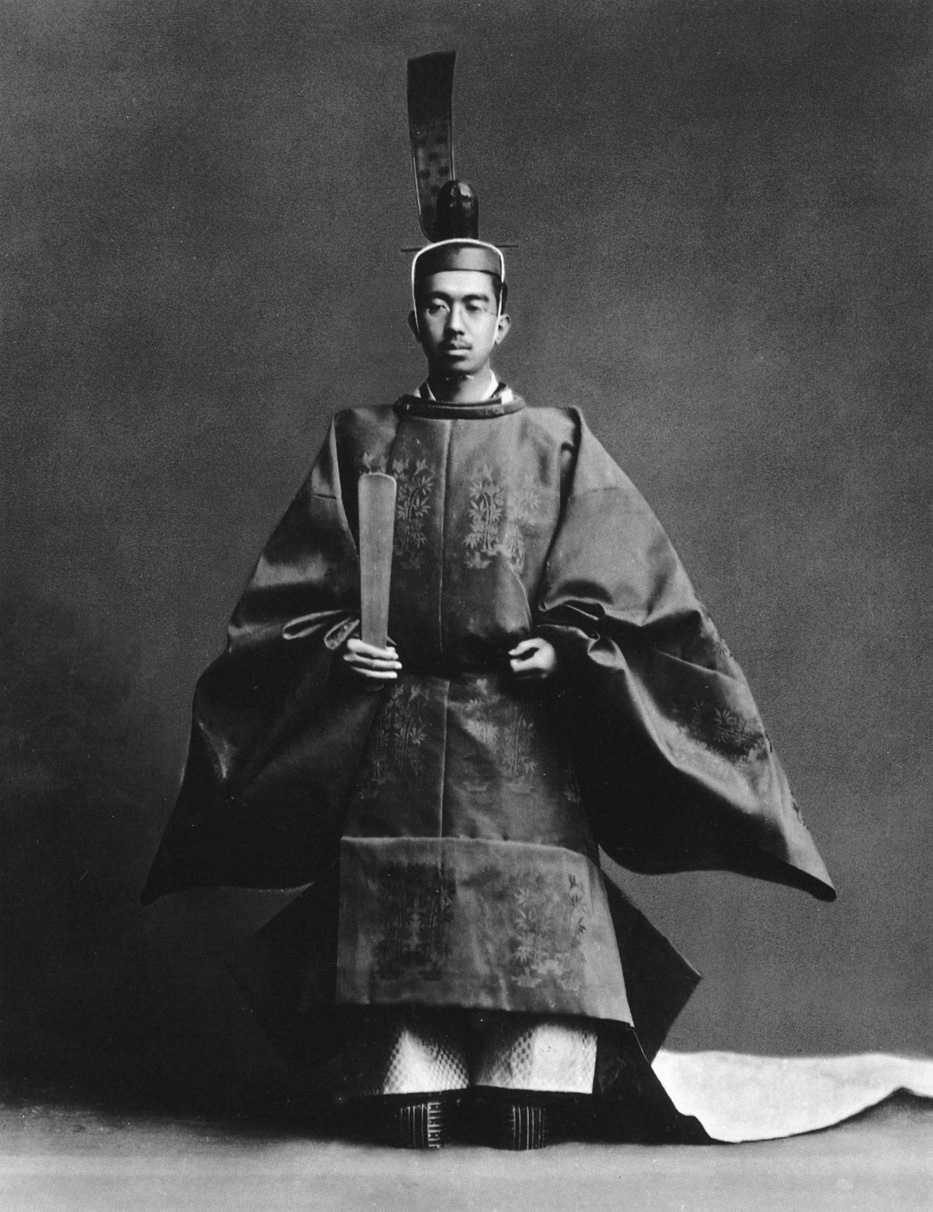
即位の礼に臨む昭和天皇（1928年、昭和3年）

『大宝令』や『養老令』などの規定には「およそ天皇位に即きたまはば、すべて天神地祇を祭れ」とあるが、これは大嘗祭のことを指した。令における践祚については天長10年（833年）成立の『令義解』に「天皇の位に即きたまふ、これを践祚といふ」と記述されている。先帝の退位または崩御を受け三種の神器を受け践祚して天皇に成り日を選んで大嘗祭を行って神祇百官に布告する。その後さらに即位の礼を行い自分が皇位を継いだことを内外に示す。すなわち即位（和訓:あまつひつぎしろしめす）とは皇位に即いて天皇に成った事を意味する。即位と践祚は同一だったが桓武天皇以後に践祚後に即位の礼を行うようになったことから践祚と即位は区別されるようになった。在位期間は践祚に始まると解釈できる。即位の礼は践祚直後とは限らず様々な理由で数年後に行われていた場合もある。
現在の皇室典範は践祚と即位を同一としている。即位の礼は即位（従前の践祚に相当）直後ではなく1年以上後に行うきまりである（上皇明仁は即位の約1年10ヶ月後に即位の礼を行った）。
最大の式典という意味の「大典（たいてん）」の語を以て即位を指す（反対語は君主の死と葬儀を指す「大喪」）。

### 英国における即位
英国では前王の死後にセント・ジェームズ宮殿で、首相や首相経験者、枢密院メンバー、イギリス連邦加盟諸国の代表者などから構成される「王位継承評議会」が開催され、後継者の公式な即位が布告される。
戴冠式は王位継承評議会とは別にウェストミンスター寺院で執り行われる。英国の戴冠式は1066年のイングランド王ハロルド2世の戴冠式が起源である。16世紀に英国国教会はローマ・カトリック教会から独立し、それ以降の戴冠式はカンタベリー大主教が主宰している。

## 宗教職における即位

### 出雲国造家
即位を「日嗣（ひつぎ）」と呼ぶことがある。出雲国造家では代がわりの際にこれに倣った「火継式」と呼ばれる神火を受け継ぐ儀式が行われている。